# Muraste
Muraste este o arie protejată (arie specială de conservare — SAC, sit de importanță comunitară — SCI) din Estonia întinsă pe o suprafață de 141,3 ha, integral pe uscat.

## Localizare
Centrul sitului Muraste este situat la coordonatele 59°27′59″N 24°26′21″E / 59.4664°N 24.4392°E.

## Înființare
Situl Muraste a fost declarat sit de importanță comunitară în aprilie 2004 pentru a proteja un număr necunoscut de specii din flora spontană și fauna sălbatică aflate în arealul zonei. Situl a fost protejat și ca arie specială de conservare în august 2005.

## Biodiversitate
Situată în ecoregiunea boreală, aria protejată conține 5 habitate naturale: Dune de coastă fixe cu vegetație erbacee („dune gri”), Pante stâncoase calcaroase cu vegetație casmofită, Taiga vestică, Păduri caducifoliate de mlaștină fino-scandinave, Păduri pe pante, grohotișuri și ravene de Tilio-Acerion.
La baza desemnării sitului se află un număr nedeclarat de specii protejate.